# Yura-gawa
Le fleuve Yura (由良川, Yura-gawa) est un cours d'eau du Japon, long de 146 km, dont le cours traverse la préfecture de Kyoto dans un bassin versant de 1 880 km2.

## Géographie
Long de 146 km, le fleuve Yura prend sa source au mont Mikuni (776 m) dans la ville de Nantan, à la frontière entre les préfectures de Kyoto, Shiga et Fukui, et coule d'Ayabe à Fukuchiyama dans le sens est-ouest. Après la confluence avec la rivière Haze, le cours du fleuve tourne vers le nord-est et se jette dans la baie de Wakasa, en mer du Japon, à la frontière entre les villes de Maizuru et Miyazu,.
Le bassin versant du fleuve Yura s'étend sur 1 880 km2, dans le nord de la préfecture de Kyoto,.